# Margarita Wallmann
Margarita Wallmann (o Margarete Wallmann, Margarethe Wallmann) (22 de junio de 1904 – 2 de mayo de 1992) fue una bailarina, coreógrafa, diseñadora y directora escénica austríaca.

## Biografía
Margarete Burghauser fue su nombre real y nació en Berlín - el lugar de nacimiento se discute, ciertas fuentes nombran Viena -, hija de un industrial vienés y se educó en Viena, Berlín, Dresde y París con Olga Preobrajenska conquistando a los 15 años el puesto de bailarina solista de la Ópera Estatal de Baviera en Múnich. 
En 1934 su carrera se vio truncada por un accidente cuando cayó al foso de la Wiener Staatsoper, lesionándose la cadera.
Fundó la escuela de ballet en 1927 Tanzer-Kollectiv en Berlín y en el Festival de Salzburgo trabajo con Max Reinhardt. 
Su actividad como directora y coreógrafa la llevó a montar importantes espectáculos operísticos en el Maggio Musicale Fiorentino y La Scala de Milán donde dirigió 127 óperas y ballets. 
Tuvo una larga asociación con el Teatro Colón de Buenos Aires que comenzó en 1937, donde entabló amistad con la pintora Mariette Lydis. En el Colón fue directora del ballet del teatro durante la Segunda Guerra Mundial guerra y su última puesta en escena fue en 1983. 
Entre 1937 y 1949 fue directora de escena en el primer coliseo porteño de Tannhäuser (con Erich Kleiber, Max Lorenz), Iphigénie en Tauride, Aida (en 1938 con Tullio Serafin), Mefistofele, Louise, La traviata, Las vírgenes del sol, Macbeth (con Héctor Panizza), Samson et Dalila, Schwanda el Gaitero, El barón gitano, La favorita, Carmen, Manon, Sadko, Andrea Chenier y Adriana Lecouvreur, ambas con Beniamino Gigli y Maria Caniglia, el estreno de Juana de Arco en la hoguera con Erich Kleiber, Daphne, Armida, El Príncipe Igor, Der Freischütz, Las bodas de Fígaro y Cosi fan tutte. 
En La Scala de Milán dirigió a Maria Callas en Medea (conducida por Leonard Bernstein (1953), Alceste (Carlo Maria Giulini, 1954), Norma (1955) y Un ballo in maschera (1957). 
En 1957 Wallmann regresó a la Wiener Staatsoper para Tosca dirigida por Herbert von Karajan con Renata Tebaldi), seguida por Dialogues des Carmelites (1959, con Irmgard Seefried, Elisabeth Höngen, Hilde Zadek, Christel Goltz), Assassinio nella cattedrale (1960, Herbert von Karajan, Hans Hotter, Anton Dermota, Walter Berry, Hilde Zadek, Christa Ludwig),La forza del destino (1960; Dmitri Mitropoulos; con Antonietta Stella, Giuseppe di Stefano, Ettore Bastianini, Giulietta Simionato), Turandot (1961; con Birgit Nilsson, Giuseppe di Stefano, Leontyne Price), y Don Carlo (1962; con Boris Christoff, Hans Hotter, Sena Jurinac, Eberhard Wächter, Giulietta Simionato).
Regresó al Teatro Colón de Buenos Aires en 1967 para el estreno de Asesinato en la catedral de Ildebrando Pizzetti con Nicola Rossi-Lemeni, en 1968 para Cavalleria Rusticana, Aida, en 1970 La Boheme, Manon y Anna Bolena con Elena Suliotis y Fiorenza Cossotto, en 1971 para I Capuleti e i Montecchi con Renata Scotto, I Puritani con Alfredo Kraus, en 1972 para Nabucco con Cornell MacNeil, en 1977 para Turandot con Ghena Dimitrova, en 1978 para Don Carlo con Ghena Dimitrova,
en 1979 para Werther con Victoria de los Ángeles, I due foscari, Ariadne auf Naxos y La flauta mágica en 1983.
Para la Deutsche Oper Berlin dirigió Turandot (1965), y La forza del destino (1970).
Estrenó varias obras contemporáneas.
Publicó sus memorias bajo el título Balconate dal cielo ( "Los balcones del cielo").
Murió en Montecarlo donde en 1987 dirigió su última ópera: El caballero de la rosa. En 1989 recibió, de forma póstuma, un Premio Konex como una de las mejores bailarinas de la historia en Argentina.

## Autobiografía
- Margherita Wallmann: Sous le ciel de l'opéra. Mémoires. Felin, 2004. ISBN 2-86645-562-2